# Итики, Киёнао
Киёнао Итики (яп. 一木 清直, 16 октября 1892, префектура Сидзуока, Японская империя — 21 августа 1942, Гуадалканал, Соломоновы Острова) — офицер Императорской армии Японии в годы Второй мировой войны, участник инцидента на Лугоуцяо и битвы за Гуадалканал.

## Биография
Родился 16 октября 1892 года в префектуре Сидзуока. В 1916 году окончил Военную академию Императорской армии Японии. После окончания был преподавателем в Пехотной школе императорской армии в Тибе.
В 1934 году получил звание майора. С 1936 года служил в качестве командира батальона 1-го пехотного полка Гарнизонной армии. 7 июля 1937 года японцы проводили учебную атаку вокруг моста Марко Поло, стреляли холостыми в воздух. Китайцы, подумав что их атакуют, открыли огонь боевыми патронами, выпустили несколько артиллерийских снарядов. Японский солдат Шимура Кикудзиро утром не явился на перекличку. Киёнао Исики доложил командиру полка Рэнъе Мутагути о том, что тот попал в плен (впоследствии солдата нашли, ему не было нанесено никакого вреда). На рассвете 7 июля силам Гоминьдана была передана телефонограмма, в которой сообщалось, что японский солдат пропал без вести и предположительно взят в заложники и содержится в Ваньпине. Армия требовала разрешения войти в город на поиски солдата. Вечером 7 июля Итики отдал приказ о штурме Ваньпина; данная атака ознаменовала начало Второй японо-китайской войны.
После инцидента 7 июля был отозван в Японию. Там он с 1938 по 1940 года служил инструктором по специализированной военной технике.
В 1941 году Киёнао Итики получил звание полковника и был назначен на должность командира 28-го полка 7-й дивизии Императорской армии Японии. Вместе со своим полком участвовал в битве за Мидуэй. В августе 1942 года полк Итики передали 17-й армии Императорской армии Японии, полк был размещён на островах Трук. После высадки союзников на Гуадалканале Итики со 2-м батальоном 28-го полка, полковой артиллерией и инженерами был направлен на Гуадалканал с целью занять аэропорт и вытеснить союзников с острова.
19 августа шесть японских эсминцев высадили на острове отряд Итики в составе 916 человек. Итики было приказано занять плацдарм и ждать оставшуюся часть своего полка. Оставив около 100 человек в арьергарде, Итики направился к западу с 800 солдат своего подразделения и разбил лагерь в 14 километрах (9 миль) к востоку от периметра Лунга. Американцы узнали об этой высадке, стали готовиться к обороне. Итики отправил вперёд патруль из 38 солдат под командованием офицера связи для выяснения места расположения солдат Союзников и установки пункта связи. Около 12:00 19 августа у мыса Коли, американцы обнаружили японский патруль и организовали засаду, убив всех, кроме пяти человек. Узнав об уничтожении своего патруля, Итики быстро выслал вперёд роту, чтобы похоронить убитых, и последовал с оставшейся частью своих солдат, которые шли всю ночь 19 августа и остановились на отдых только в 04:30 20 августа всего в нескольких милях от позиций морской пехоты восточной стороны периметра Лунга. В этой точке он приготовился атаковать войска союзников с наступлением темноты.
В битве у реки Тенару 21 августа 1942 года Итики был побеждён с чрезвычайно тяжёлыми потерями, сам полковник погиб. Нет точных сведений о смерти Итики. Полковник Итики либо погиб в бою, либо совершил харакири после боя. Несмотря на неудачный исход битвы, Киёнао Итики посмертно получил звание генерал-майора.